# FEEL SO BEST LIVE!
FEEL SO BEST LIVE!（フィール・ソー・ベスト・ライブ!）はFEEL SO BADのライブ・アルバム。2002年1月1日に発売された。

## 内容
これまでのライブ音源だけに限らず、唯一の新曲「「愛+元気」」も収録。

## 収録曲
1. INTRO (1996.5.25 ON AIR EAST)
作曲：川島だりあ・倉田冬樹
2. F.S.B. (1999.10.31 HIBIYA YAGAI ONGAKU-DOU)
作詞・作曲：川島だりあ・倉田冬樹
3. 時計じかけの暴れん坊 (1999.10.31 HIBIYA YAGAI ONGAKU-DOU)
作詞：大橋雅人・川島だりあ　作曲：川島だりあ
4. 「愛+元気」
作詞・作曲：川島だりあ
5. 有酸素運動　(2000.9.29 SHINJUKU LOFT)
作詞・作曲：川島だりあ
6. バリバリ最強No.1　(2000.9.29 SHINJUKU LOFT)
作詞・作曲：川島だりあ・倉田冬樹
7. 大好きQUEEN　(2000.9.29 SHINJUKU LOFT)
作詞・作曲：川島だりあ・倉田冬樹
8. DO YOU WANNA TOUCH ME (1999.10.31 HIBIYA YAGAI ONGAKU-DOU)
作詞・作曲：Gitter Gary・Leander Mike
9. DEAR FRIEND　(2000.9.29 SHINJUKU LOFT)
作詞・作曲：大橋雅人
10. HEAVEN　(2001.1.26 SHINJUKU LOFT)
作詞・作曲：川島だりあ・倉田冬樹
11. LONG WINDING ROAD　(2000.9.29 SHINJUKU LOFT)
作詞・作曲：倉田冬樹
12. SAKEBI　(2000.9.29 SHINJUKU LOFT)
作詞・作曲：大橋雅人
13. SHOT IN ALL MY BODY　(2000.9.29 SHINJUKU LOFT)
作詞・作曲：川島だりあ
14. 暴走するのかい?　(2000.9.29 SHINJUKU LOFT)
作詞・作曲：川島だりあ
15. SON OF A BITCH　(2000.9.29 SHINJUKU LOFT)
作詞・作曲：倉田冬樹
16. 未来はきっと眩しいワ (1999.10.31 HIBIYA YAGAI ONGAKU-DOU)
作詞・作曲：川島だりあ・倉田冬樹
17. 愛されたい YEAH, YEAH　(2000.9.29 SHINJUKU LOFT)
作詞：川島だりあ　作曲：川島だりあ・倉田冬樹
18. TOP OF THE WORLD (1997.1.18 AKASAKA BLITZ)
作詞・作曲：川島だりあ・倉田冬樹